# Zygmunt Kukla
Zygmunt Kukla (Mielec, 1948. január 21. – Mielec, 2016. május 18.) lengyel válogatott labdarúgókapus.
A lengyel válogatott tagjaként részt vett az 1978-as világbajnokságon.

## Sikerei, díjai
Stal Mielec
- Lengyel bajnok (2): 1972–73, 1975–76